# Iglesia Presbiteriana Nacional de Chile
La Iglesia Presbiteriana Nacional de Chile (IPNCh) es una denominación Reformadas, que apareció en Chile el 2 de julio de 1944 , luego de una separación de la Iglesia Presbiteriana de Chile.

## Historia
El presbiterianismo llegó a Chile a través de misioneros norteamericanos, la primera iglesia en radicarse en el país fue la Iglesia Presbiteriana Unida en los Estados Unidos de América, de la misión del Reverendo Dr. David Trumbull. A través de esta misión, la actual Iglesia Presbiteriana de Chile, sin embargo, estuvo vinculada al presbiterio de Nueva York hasta 1964.
De las controversias que surgieron en las iglesias presbiterianas norteamericanas entre fundamentalistas cristianos y liberales de teología liberal, también surgieron en Chile grupos descontentos con la iglesia del país. Además de buscar una iglesia nacional libre, los líderes más jóvenes de la iglesia presbiteriana del país percibieron una visión elitista de la denominación, por lo que, argumentaron, la iglesia no buscaba crecer y evangelizar.
Así, en 1944 surgió un grupo que se separó de la iglesia, formando la Iglesia Presbiteriana Nacional de Chile. En 1945, la iglesia adoptó el nombre de Iglesia Presbiteriana Evangélica Nacional y recibió el apoyo de misioneros coreanos, holandeses y australianos.
En el año 1960 la iglesia también sufrió una escisión que dio origen a la Iglesia Presbiteriana Fundamentalista Bíblica, que actualmente cuenta con varias congregaciones en el país.
Hoy la iglesia tiene un presbiterio, compuesto por 25 congregaciones, con 14 ministros ordenados y unos 2.000 miembros. Su iglesia principal está ubicada en Santiago.

## Doctrina
La iglesia es Reformada, sigue el Presbiteriano sistema de gobierno, y se suscribe a la Confesión de Fe de Westminster, el Catecismo de Heidelberg, el Credo de los Apóstoles y el Credo Niceno.